# Troll (Zeměplocha)
Trollové žijící ve fiktivním světě Zeměplochy Terryho Pratchetta jsou bytosti na bázi křemíku nenávidějící trpaslíky.
Trollové žijí především okolo hor Beraní hlavy, ale čím dál víc se stahují na Stoské pláně. Trollové jsou lidmi považováni za hlupáky; to je ovšem tím, že trollí mozek se stoupající teplotou ztrácí na výkonnosti, proto žijí trollové hlavně v oblastech blíže Středu. Dlouhodobá nenávist s trpaslíky je jednoduchá: trpaslíci jsou rasa, která těží vzácné minerály, a troll je pohyblivý kus kamene plný vzácných minerálů. Nikomu se nelíbí, když mu někdo usekne ucho za účelem těžby. Druhému se zase nelíbí, když si pokojně těží rudu a místo, odkud těží, se najednou zvedne a utrhne mu ruce. Tyto drobné konflikty se přirozeně proměnily v dlouhověkou krevní mstu. Trollové také normálně neumírají, jenom při nehodách a násilnostech.